# جیان اوک
جیان اوک (به انگلیسی: Jeon Ok) (۲ آوریل ۱۹۱۱ – ۲۲ اکتبر ۱۹۶۹) بازیگر و خواننده کره ای بود. جیان به دلیل هنر فوق‌العاده‌اش در بازیگری در درام‌های تراژیک به عنوان «ملکه اشک» شناخته می‌شد.

## زندگی‌نامه
جیان اوک در سال ۱۹۱۱ میلادی، در دوران استعمار ژاپن بر کره، در شهر هامهونگ، واقع در استان هامگیونگ جنوبی، که اکنون بخشی از کره شمالی است، زاده شد.